# Gangi
Gangi é uma pequena cidade italiana, situada na região da Sicília, província de Palermo, com cerca de 7.602 habitantes. Estende-se por uma área de 127 km², tendo uma densidade populacional de 60 hab/km². Faz fronteira com Alimena, Blufi, Bompietro, Calascibetta (EN), Enna (EN), Geraci Siculo, Nicosia (EN), Petralia Soprana, Sperlinga (EN).

## Demografia
| Variação demográfica do município entre 1861 e 2011                               |
|                                                                                   |
| Fonte: Istituto Nazionale di Statistica (ISTAT) - Elaboração gráfica da Wikipedia |